# روبرت فاوست
روبرت فاوست (بالإنجليزية: Robert Fawcett)‏ هو رسام توضيحي أمريكي، ولد في 1903، وتوفي في 1967.